# Élection partielle québécoise de 2007
L'élection partielle québécoise de 2007 s'est tenue le 24 septembre 2007 dans la circonscription de Charlevoix. Elle fut remportée par Pauline Marois, candidate et chef du Parti québécois,. Celle-ci obtint la faveur de 59,20 % des électeurs, devançant son plus proche rival (Conrad Harvey, de l'Action démocratique du Québec) par 4 275 votes.

## Contexte
Le 13 août 2007, le député péquiste de Charlevoix, Rosaire Bertrand, annonça son intention de démissionner afin de laisser la nouvelle chef de son parti, Pauline Marois, faire son entrée à l'Assemblée nationale. Moins de deux semaines plus tard, le premier ministre du Québec, Jean Charest, annonça la tenue d'une élection partielle pour combler le poste laissé vacant par Rosaire Bertrand.
Lors de l'annonce de la tenue d'élection partielle, le premier ministre avait aussi annoncé que le Parti libéral du Québec ne présenterait pas de candidature contre la chef du Parti québécois. Cette courtoisie voulait respecter une tradition parlementaire non officielle voulant que les partis politiques n'opposent pas de candidats aux chefs de partis lorsque ceux-ci se présentent lors d'élections partielles. Toutefois, cette tradition semble bien faible dans l'optique où pour les quatre derniers chefs de partis politiques s'étant présentés lors d'élections partielles, seulement deux ont bénéficié de cette faveur. Le geste de Jean Charest a probablement aussi été motivé par le peu de chances que le Parti libéral du Québec avait de remporter cette élection.
Du côté de l'Action démocratique du Québec, ces derniers, après avoir hésité pendant quelques jours, ont décidé de présenter le fonctionnaire à la retraite Conrard Harvey. Ce dernier avait été battu par 1 663 voix contre Rosaire Bertrand lors de la dernière élection générale. Du côté de l'Action démocratique, il semble que la possibilité de défaire Marois les ait attiré à présenter un candidat, contrairement aux libéraux. 
Le Parti vert du Québec, tout comme le Parti démocratie chrétienne du Québec et le Parti République du Québec, ont aussi présenté un candidat

## La campagne
La campagne a débuté officiellement le 22 août 2007 et s'est termine le jour du vote, le 24 septembre 2007. Le vote par anticipation s'est déroulé les 16 et 17 septembre 2007.
Deux jours avant la date du scrutin, une controverse éclata, alors qu'un journaliste du quotidien The Gazette révéla que Pauline Marois et son conjoint, Claude Blanchet, possèdent une résidence située sur des terres anciennement agricoles (jusqu'à leur dézonage, en 1991), et sur des terrains publics expropriés en 1978 et destinés à la prolongation de l'autoroute 440.

## Le débat
Un débat a été organisé par l'une des stations de télévision locale de circonscription. Il s'agissait d'une première du genre au Québec, aucun autre débat télévisé n'avait jusqu'alors opposé un candidat local à un chef de parti. 

## Résultats

### Résultats de la circonscription
|                                                                                               | Nom                    | Parti                 | Nombre de voix | %      | Maj.  |
| --------------------------------------------------------------------------------------------- | ---------------------- | --------------------- | -------------- | ------ | ----- |
|                                                                                               | Pauline Marois         | Parti québécois       | 11 400         | 59,2 % | 4 275 |
|                                                                                               | Conrad Harvey          | Action démocratique   | 7 125          | 37 %   | -     |
|                                                                                               | David Turcotte         | Vert                  | 403            | 2,1 %  | -     |
|                                                                                               | Paul Biron             | Démocratie chrétienne | 135            | 0,7 %  | -     |
|                                                                                               | Claude Gagnon          | Indépendant           | 77             | 0,4 %  | -     |
|                                                                                               | Daniel Laforest        | Indépendant           | 64             | 0,3 %  | -     |
|                                                                                               | François Robert Lemire | Parti république      | 52             | 0,3 %  | -     |
| Total                                                                                         | Total                  | Total                 | 19 256         | 100 %  |       |
| Le taux de participation lors de l'élection était de 58,5 % et 163 bulletins ont été rejetés. |                        |                       |                |        |       |

### Résultats comparés par parti politique
Les résultats ci-dessous ont été calculés en effectuant une comparaison entre les résultats des dernières élections dans la circonscription et les résultats obtenus dans cette élection partielle. 
| Partis | Partis                | Chef                           | Candidats | Sièges | Sièges | Sièges | Voix   | Voix    | Voix |
| Partis | Partis                | Chef                           | Candidats | 2007   | Élus   | +/-    | Nb     | %       | +/-  |
| --- | --------------------- | ------------------------------ | --------- | ------ | ------ | ------ | ------ | ------- | ---- |
| | Libéral               | Jean Charest                   | 0         | 0      | 0      | -      | 0      | 0 %     | %    |
| | Parti québécois       | Pauline Marois                 | 1         | 1      | 1      | +0     | 11 400 | 59,20 % | %    |
| | Action démocratique   | Mario Dumont                   | 1         | 0      | 0      | +0     | 7 125  | 37,00 % | %    |
| | Québec solidaire      | Amir Khadir et Françoise David | 0         | 0      | 0      | -      | 0      | 0 %     | %    |
| | Vert                  | Scott McKay                    | 1         | 0      | 0      | +0     | 403    | 2,09 %  | %    |
| | Démocratie chrétienne | Gilles Noël                    | 1         | 0      | 0      | +0     | 135    | 0,70 %  | %    |
| | Parti république      | Gilles Paquette                | 1         | 0      | 0      | +0     | 52     | 0,27 %  | %    |
| | Indépendant           | Indépendant                    | 2         | 0      | 0      | +0     | 141    | 0,73 %  | %    |
| Total | Total                 | Total                          | 7         | 1      | 1      | -      | 19 256 | 100 %   | -    |
| Le taux de participation lors de l'élection était de 59 % et 163 bulletins ont été rejetés. Il y avait 33 174 personnes inscrites sur la liste électorale pour l'élection. |                       |                                |           |        |        |        |        |         |      |
| Source : Résultats officiels du scrutin - DGEQ |                       |                                |           |        |        |        |        |         |      |

## Citations
- [Pauline Marois est une] « exportée. (...) Elle aura de la difficulté parce qu'elle ne vient pas d'ici. Le sang qui coule dans ses veines, ce n'est pas Charlevoix », Nicole Gilbert, militant de l'Action démocratique du Québec[11]